# Zytglogge
Zytglogge (bernsko nemško [ˈtsiˌkːlɔkːə]; buk. »Urni stolp«) je značilen srednjeveški stolp v Bernu v Švici. Zgrajen v začetku 13. stoletja, je mestu služil kot stražni stolp, zapor, stolp z uro, središče mestnega življenja in državni spomenik.
Kljub številnim prenovam in obnovam, ki jih je doživel v svojih 800 letih obstoja, je Zytglogge eden najprepoznavnejših simbolov Berna in najstarejši spomenik mesta in z astronomsko uro iz 15. stoletja glavna turistična atrakcija. Je dediščina državnega pomena in del starega mesta Bern, ki je na Unescovem seznamu svetovne dediščine.

## Zgodovina
Ko je bil zgrajen okrog 1218–20, je Zytglogge služil kot mestna vrata v zahodnem obzidju Berna. Ta so bila postavljena po prvi širitvi mesta na zahod po dejanski neodvisnosti od cesarstva. Takrat je bil Zytglogge skvotasta stavba, visoka samo 16 metrov. Ko je hitra rast mesta in nadaljnja širitev obzidja (do Käfigturma) stolp okoli 1270–75 ostal v notranji liniji utrdb, je bil za 7 metrov povišan in segel nad okoliške hiše.
Šele potem, ko je bila mestna zahodna obramba v letih 1344–46 ponovno razširjena do danes uničenega Christoffelturma, je bil Zytglogge preurejen v ženski zapor, v katerem so bile predvsem Pfaffendirnen - »kurbe duhovnikov«, ženske, obsojene zaradi spolnih odnosov z duhovniki. Takrat je Zytglogge dobil tudi svojo prvo poševno streho.
V velikem požaru leta 1405 je stolp popolnoma pogorel. Utrpel je hude strukturne poškodbe, ki so zahtevale temeljita popravila, ki so bila dokončana šele po zadnji obnovi leta 1983. Zaporniške celice so bile opuščene in ura prvič nameščena nad vrati v začetku 15. stoletja, verjetno vključno s preprosto astronomsko uro in glasbenim mehanizmom. Ta ura je skupaj z velikim zvonom, odlitim leta 1405, dala stolpu Zytglogge svoje ime, ki v bernskem nemškem jeziku pomeni časovni zvonec.
V poznem 15. stoletju so bili zidovi Zytglogge in drugi bernski stolpi razširjeni in okrašeni po burgundski romantični modi. Zytglogge je dobil novo svetlobno odprtino (vključno s kovinskim zvonikom, ki je danes viden), štiri okrasne vogalne stolpiče, heraldične okraske in verjetno stopniščni stolp. Astronomska ura je bila razširjena na trenutno stanje. V letih 1527–30 je Kaspar Brunner v celoti zgradil urni mehanizem, prehod pa je bil nadgrajen, da je zagotovil varne temelje za težko postrojenje.
Zunanjost Zytgloggeja sta v letih 1607–10 prebarvala Gotthard Ringgli in Kaspar Haldenstein, ki sta predstavila velike stene ure, ki danes prevladujejo na vzhodni in zahodni fasadi stolpa. Vogalni stolpiči so bili ponovno odstranjeni pred letom 1603. V letih 1770–71 sta Zytglogge obnovila Niklaus Hebler in Ludwig Emanuel Zehnder, ki sta strukturo prenovila tako, da je ustrezala okusu poznega baroka in dala stolpu sodobne obrise.
Obe fasadi je Rudolf von Steiger leta 1890 znova prebarval v rokokojskem slogu. Idealizirajoči historicizem zasnove ni bil všeč v 20. stoletju, natečaj leta 1929 pa je ustvaril danes vidne fasadne zasnove: na zahodni fasadi freska Victorja Surbeka Začetek časa in na vzhodni fasadi rekonstrukcija zasnove Kurta Indermühleja iz leta 1770. V letih 1981–83 so Zytglogge ponovno temeljito prenovili in na splošno obnovili videz leta 1770. V adventnem času in od velike noči do konca oktobra je osvetljen po mraku.

### Ime
Bernska nemščina Zytglogge prevaja v Zeitglocke v standardni nemščini; Glocke je nemško za 'zvon', kot v sorodnem izrazu glockenspiel. Časovni zvon je bil ena najzgodnejših javnih naprav za merjenje časa, sestavljena iz urnega mehanizma, povezanega s kladivom, ki je pozvonilo na majhen zvonec ob polni uri. Takšna naprava je bila nameščena v Wendelsteinu v Bernu - stolpu cerkve Leutkirche, ki jo je pozneje zamenjal Münster - najkasneje leta 1383; opozoril je zvonarja, naj pozvoni v stolpu.
Ime Zytglogge je bilo prvič zapisano leta 1413. [14] Prej je bil stolp imenovan kebie ('kletka', tj. zapor), po rekonstrukciji po letu 1405 pa nüwer turm ('nov stolp').

## Zunanjost

### Zunanja zgradba
Skupna višina Zytglogge je 54,5 metra in 24 metrov do roba strehe. Njegov pravokotni tloris meri 11,2 krat 10,75 metra. Debeline zidov se zelo razlikujejo in sicer od 260 centimetrov na zahodu, kjer je bil stolp del mestnega obzidja, do 65 centimetrov na vzhodu. 
Zunanji videz Zytglogge določa prenova leta 1770. Le poznogotski venec pod streho in stopniščni stolp so vidni artefakti prejšnje zgodovine stolpa.
Glavni del stolpa je razdeljen na dvonadstropno podnožje, katerega zunanjost je izdelana iz alpskega apnenca in trinadstropni stolpni jašek, obložen s peščenjakom. Na videz masivni vogalni bloki jaška so okrasni elementi, ki jih držijo vidne železne kljuke. Pod streho se venec razprostira okoli še vedno vidnih podstavkov nekdanjih vogalnih stolpičev. Dvonadstropno podstrešje pokriva obsežen, poznogotski zvonik z rdečimi ploščicami, v katerem sta dve svetlobni odprtini postavljeni na zahod in vzhod. Okronani sta z okrasnimi žarami z gumbi iz borovcev, rekonstruiranimi leta 1983 po risbah iz 18. stoletja.
Lesen vrh, obložen z bakrom od leta 1930, se dvigne dodatnih 15 metrov v nebo, okrašen s pozlačenim gumbom in vetrovnico, na katerem je prikazan izrezan grb Berna.

### Zvonovi in zvonarji
Zvon velike ure, ki ga je ulil Johann Reber, je ostal nespremenjen od obnove stolpa leta 1405. Ima premer 127 centimetrov, težo 1400 kilogramov in obroče z nominalnim tonom e '.
Ko veliki zvon zazvoni vsako polno uro, zadet z velikim kladivom, ki ga upravlja mehanizem, mimoidoči zagledajo pozlačeno figuro v polnem oklepu, ki premika roko in ga udari. Podobo bradatega Kronosa nadnaravne velikosti, grška poosebitev časa, Bernčani tradicionalno kličejo Hans von Thann. Leseni zvonar, ki je bil večkrat zamenjan, je od prenove astronomske ure leta 1530 stalnica Zytgloggeja, katerega urnik nadzira tudi gibanje figure. Prvotni leseni Kronos je morda ustvaril mojster Albrecht von Nürnberg, medtem ko je sedanji in najnovejši Hans rekonstrukcija baročnega izvirnika iz leta 1930. Zvonar je pozlačen, tako kot zvonovi, že od leta 1770.
Pod zvonom za uro visi manjši četrturni zvonec, ki ga prav tako udarja kladivo. Odlit je bil leta 1887, da je nadomestil razpokan izvirnik iz leta 1486.

### Številčnica in fasadni okras
- Fotografija astronomske številčnice z označenimi deli.
- Friz s Saturnom, Jupitrom, Marsom, Venero in Merkurjem.
- Vzhodna ura.
- Zahodna ura (vključno s kabli za tramvaj).

Na obeh glavnih fasadah, vzhodni in zahodni, prevladujejo velike ure. Prva stolpna ura je bila verjetno nameščena na podnožju, vendar je bila med rekonfiguracijo stolpa v 15. stoletju premaknjena v sredino jaška.
Na vzhodni strani ure je zunanji obroč z velikimi zlatimi rimskimi številkami, na katerem večja kazalka označuje uro in notranji obroč, na katerem manjša kazalka označuje minute. Zlato sonce na urni kazalki je postavljeno tako, da je vedno obrnjeno navzgor. Pod obrazom ure je idealiziran profil ustanovitelja mesta vojvode Berchtolda V. Zähringena. Medtem ko se natančna dekoracija urne površine spreminja od prenove do prenove, je trenutna postavitev (po letu 1983) na splošno posnetek iz leta 1770.
Zahodna stena ure ima podobne kazalce, vendar je sestavni del freske Victorja Surbeka iz leta 1929 Začetek časa. Na sliki je Kronos, ki se je priletel s plapolajočim plaščem in pod urinim licem, Adama in Evo Angel podi iz raja.

### Astronomska ura
Številčnica astronomske ure stolpa Zytglogge je zgrajena v obliki astrolaba. Podprta je s stereografsko projicirano planisfero, razdeljeno na tri cone: črno nočno nebo, temno modro območje zore in svetlo modro dnevno nebo. Nebo je prepleteno z zlatimi črtami obzorja, zarjo, vzporedniki in časovnimi urami, ki čas dnevne svetlobe delijo na dvanajst ur, katerih dolžina se spreminja glede na letni čas. [25]
Okoli planisfere se premika rete, kovinski izrez podoben spletu, ki predstavlja zodiak, ki ima tudi julijanski koledar. Nad rete je na zaslonu prikazan dan v tednu. Ker prestopni dnevi ne podpirajo urnega mehanizma, je treba roko koledarja ponastaviti ročno vsako prestopno leto 29. februarja. Lunina številčnica kroži po notranjem obroču zodiaka in prikazuje lunino fazo. Glavna kazalka ure kaže čas na zunanjem obroču 24 zlatih rimskih številk, ki dvakrat potekajo od I do XII. Na njem sta dve sonci, manjše pa na datumu koledarja rete. Prečkanje obzorja in zore dvakrat na dan omogoča čas sončnega vzhoda, zore, mraka in sončnega zahoda.
Naslikan friz nad astronomsko uro prikazuje pet božanstev iz klasične antike, ki predstavljajo dan v tednu in planet v svojem vrstnem redu po ptolemajski kozmologiji. Od leve proti desni so: Saturn s srpom in palico za soboto, Jupiter z gromom za četrtek, Mars z mečem in ščitom za torek, Venera s Kupidom za petek in Merkur s palico in torbo za sredo. Poslikava celotnega območja ure je bila prenovljena leta 1983. Samo matirani deli na površini ure so iz prejšnjega sloja barve.

#### Mehanizem
Številčnica ure je bila datirana bodisi v gradbene faze 1405 ali 1467-83, bodisi v postavitev Brunnerjevega urnega mehanizma v letih 1527–30. Ueli Bellwald ugotavlja, da planisfera uporablja južno projekcijo, kot je bilo značilno za astronomske ure iz 15. stoletja; vse pozneje takšne ure uporabljajo severno projekcijo. Zdi se, da to potrjuje datiranje ure s prenovo 1405 ali 1467/83.
Ura je v tem stolpu dokumentirana od leta 1405 , ko je bil nameščen nov zvon.

## Notranjost
Notranja postavitev stolpa Zytglogge se je skozi čas spreminjala, da je odražala spremembo namena stolpa od stražarskega stolpa do mestnega zapora do stolpa z uro. Stražni stolp iz 13. stoletja ni bil veliko več kot votla lupina zidov, ki je bila odprta proti mestu na vzhodu. Šele v 14. stoletju je bil vstavljen sloj štirih nadstropij.
Prostori nad urnim mehanizmom so bili v mestni upravi do poznega 20. stoletja v različne namene, med drugim kot arhivi, shrambe in celo zavetje za zračne napade. Notranjost so pogosto prenavljali na nepreviden, celo vandalističen način; na primer, vsi prvotni leseni tramovi, ki so podpirali vmesna tla, so bili uničeni. Od leta 1979 je notranjost stolpa spet prazna. Dostopna je samo zaradi vzdrževanja in med rednimi vodenimi ogledi.